# San Giorgio (Ragusa)
A San Giorgio-katedrális (azaz Szent György) Ragusa Ibla fő temploma.

## Története
Ragusa Ibla egykori katedrálisa a város keleti végében, a mai Giardino Ibleo (Iblai-kert) területén állt. Az 1693-as földrengésben elpusztult katalán gótikus stílusú templomnak ma csak a portálja áll. A 18. század első felében döntöttek a templom újjáépítéséről az egykori görög-katolikus San Nicola-templom (Szent Miklós) helyén. Az alapkőletételre 1739. június 28-án került sor. Az építkezés vezetését Rosario Gagliardi, notói mesteremberre bízták. A munkálatokat 1744-ben kezdték el és 1775 októberében fejezték be a harangok beszerelésével. A kupola 1820-ban készült el Carmelo Cultrano ragusai mesterember tervei alapján, aki állítólag a párizsi Panthéonról mintázta.

## Leírása
A katedrális az egyik legszebb és legnagyobb barokk stílusú templom Szicíliában. Ívekkel és oszlopokkal gazdagon díszített homlokzatához egy széles lépcsősor visz fel. A főhomlokzat központi eleme két emeletes harangtorony. A volutákkal díszített két emeleten Szent György, Szent Jakab, Szent Péter és Szent Pál szobrai díszítik. A templom latin kereszt alaprajzú. A főbejáratot növényeket ábrázoló dombormű díszíti. A templombelső latin kereszt alaprajzú. A tartóoszlopok oszlopfőit 1779-1781 között faragták Giambattista Muccio és Giorgio Nobile. A templombelső egyik fő látványossága az 1884-85 között megépült hatalmas orgona.